# ورسو (کارولینای شمالی)
ورسو (به انگلیسی: Warsaw) شهری در ایالت کارولینای شمالی کشور ایالات متحده آمریکا است که جمعیت آن در سرشماری سال ۲۰۱۰ میلادی، ۳٬۰۵۴ نفر بوده‌است.